# Јохан Рудолф Глаубер
Јохан Рудолф Глаубер (Карлштат, 10. март 1604 — Амстердам, 16. март 1670) био је немачко-холандски алхемичар и хемичар. Неки историчари науке су га описивали као једног од првих хемијских инжењера. Његово откриће натријум сулфата године 1625. довело је до тога да се једињење назове по њему: „Глауберова со”.